# Universitätsorchester Erlangen

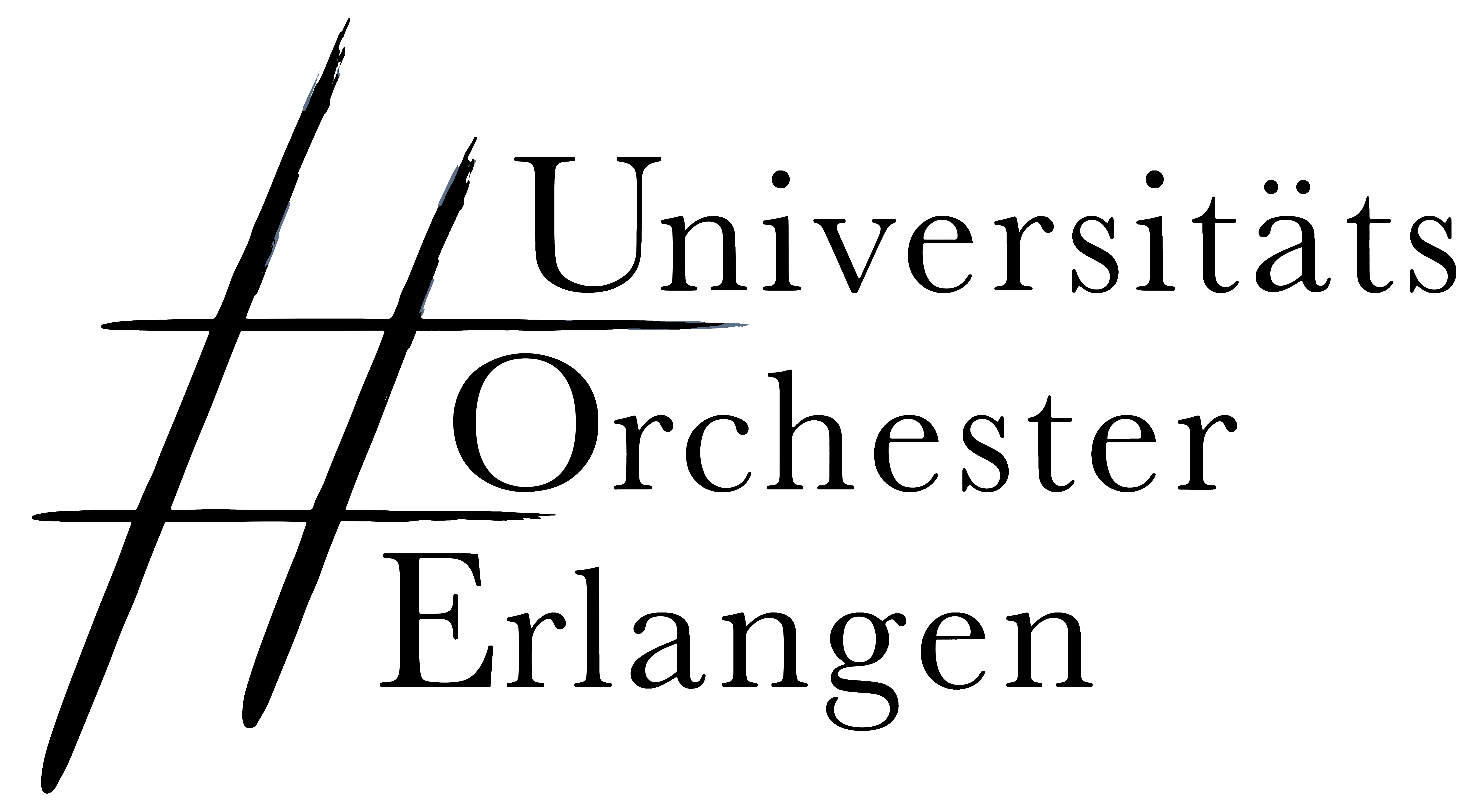
Logo des Universitätsorchesters Erlangen

Das Universitätsorchester Erlangen (früher: Collegium musicum) wurde in den 1960er Jahren von Franz Kessler gegründet und ist an die Erlanger Universitätsmusik der Friedrich-Alexander-Universität Erlangen-Nürnberg angeschlossen. Das Orchester besteht zum großen Teil aus Studierenden, sowie Mitarbeitenden der Universität. Derzeit spielen rund 75 Musiker und Musikerinnen im Orchester. Es stellt damit ein voll besetztes Sinfonieorchester dar.
Seit dem Wintersemester 2018/19 ist Jan Doležel Dirigent des Orchesters.

## Konzerttätigkeit
Das Orchester veranstaltet regelmäßig gegen Ende der Vorlesungszeit eines Semesters ein Sinfoniekonzert in der Heinrich-Lades-Halle oder einem anderen Veranstaltungsort in Erlangen. Das Programm hierfür wird zum Ende eines jeden Semesters neu gewählt. Die regelmäßigen Proben dafür finden während der Vorlesungszeit im Studentenhaus statt.

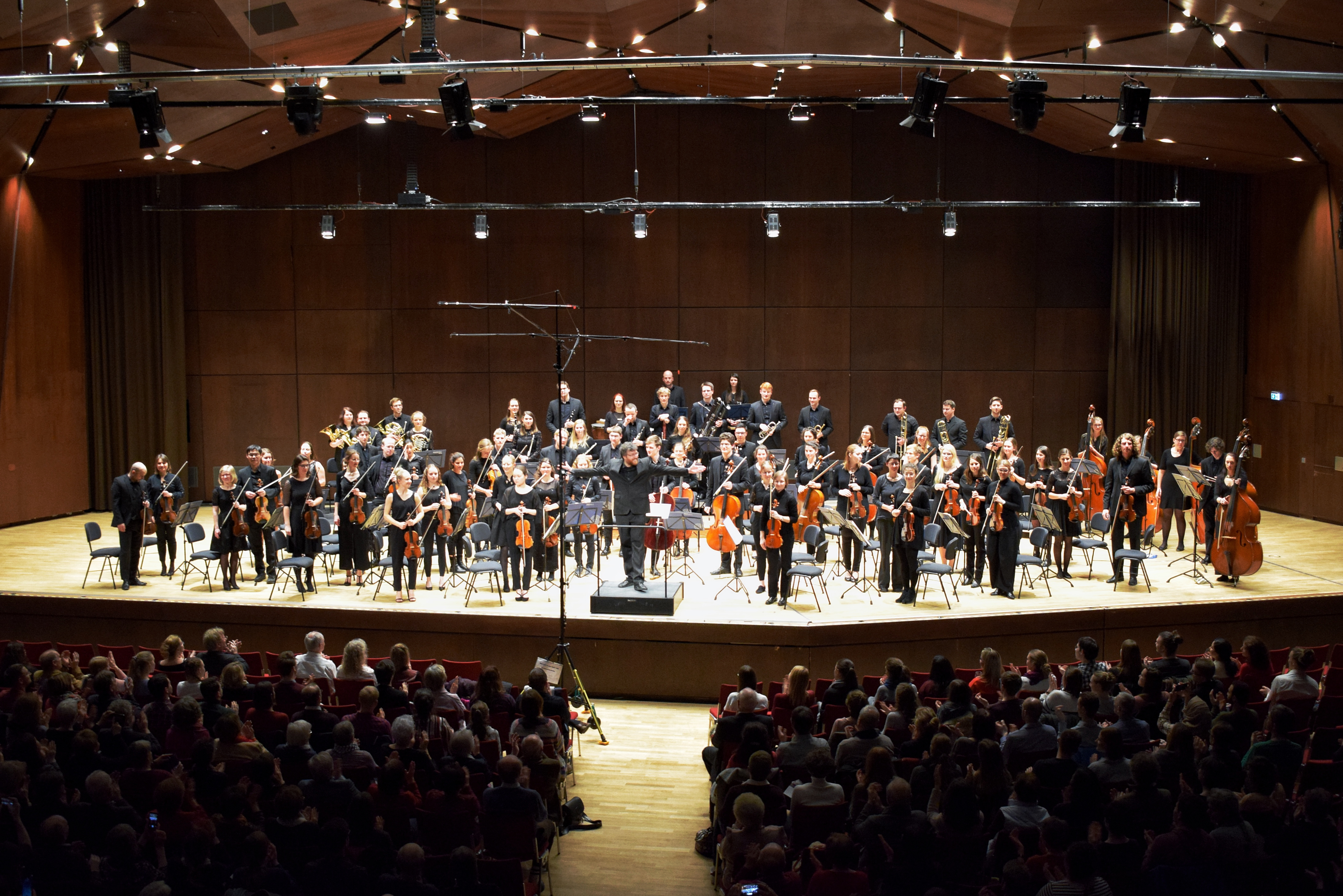
Das Universitätsorchester mit seinem Dirigenten Jan Doležel im Wintersemester 2019/20

## Förderverein

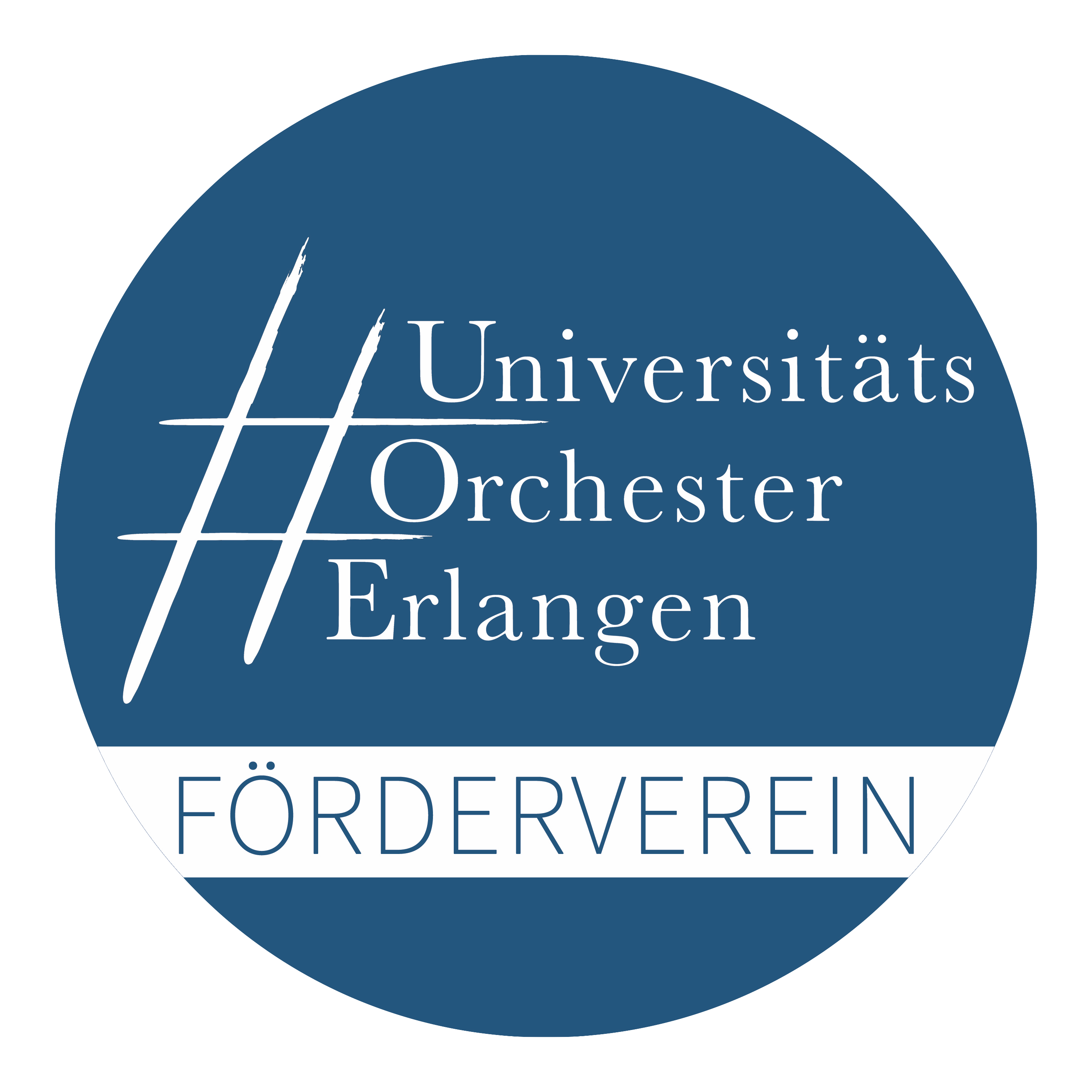
Logo des Fördervereins des Universitätsorchesters Erlangen

Im November 2019 gründete sich der Verein zur Förderung des Universitätsorchesters Erlangen e.V. Ziel und Zweck des Vereins ist die Unterstützung des Orchesters bei Projekten und Anschaffungen. Er soll weiterhin als Zusammenschluss von aktiven und ehemaligen Mitgliedern und Freunden des Orchesters dienen.
Als mögliche Unterstützungsmöglichkeiten für das Orchester wurden hierbei in der Satzung definiert:
- zur Förderung von künstlerischen Aufgaben des Orchesters und damit zur Bereicherung des kulturellen Lebens der Universität, der Stadt Erlangen und der Metropolregion Nürnberg.
- zur Unterstützung des Orchesters bei Konzertvorhaben durch Beihilfen für Instrumente, Honorarmittel, Saalkosten und Transporte.
- zur Unterstützung und Finanzierung der Weiterbildung der Orchestermitglieder, zu Probenwochenenden und zur Vorbereitung von Wettbewerben und Konzerten im In- und Ausland,
- zur Durchführung von eigenständigen Veranstaltungen des Vereins, beispielsweise Benefizkonzerte in kleiner Besetzung zur Mittel- und Mitgliedergewinnung.

## Dirigenten
- Universitätsmusikdirektor Franz Kessler (Gründer)
- Walter Opp
- Ekkehard Wildt (bis zum Wintersemester 2016/17)
- Benedikt Ofner (Sommersemester 2017 und Sommersemester 2018)
- Universitätsmusikdirektor Konrad Klek (Jubiläumsprogramm im Rahmen der Feierlichkeiten zum 275. Geburtstag der Universität, Wintersemester 2017/18)
- Jan Doležel (seit Wintersemester 2018/19)

## Konzertprogramme (seit Wintersemester 2009/10)
(Quelle: )
- Wintersemester 2023/24
  - Ludwig van Beethoven: Coriolan-Ouvertüre
  - Sergei Rachmaninow: Konzert für Klavier und Orchester Nr. 2, c-moll, op. 18 (Solist: Erik Breer)
  - Engelbert Humperdinck – Auszüge aus der Oper Hänsel & Gretel (Gretel: Cornelia Götz, Hänsel: Elena Belakova, Sandmännchen: Sarah Labbé; Stimmen aus dem Wald: Akademischer Chor Erlangen)
- Sommersemester 2023
  - Antonín Dvořák: Konzert für Violoncello und Orchester, h-moll, op. 104 (Solist: Eike Rödel)
  - Ludwig van Beethoven: Sinfonie Nr. 5, c-moll, op. 67
- Wintersemester 2022/23
  - Felix Mendelssohn-Bartholdy: Konzert für Violine und Orchester Nr. 2, e-Moll, op. 64 (Solistin: Katharina Rühle)
  - Pjotr Iljitsch Tschaikowski: Sinfonie Nr. 5, e-moll, op. 64 (Schicksals-Sinfonie)
- Sommersemester 2022
  - Jean Sibelius: Finlandia, op. 26
  - Cecil Forsyth: Konzert für Viola und Orchester in g-moll (Solistin: Elisabeth Weis)
  - Bedřich Smetana: Auszüge (Vyšehrad, Tábor, Blaník) aus „Mein Vaterland“ (Má vlast), JB 1:112
- Wintersemester 2021/22
  - Modest Petrowitsch Mussorgski: Eine Nacht auf dem kahlen Berge (Bearbeitung von Nikolai Rimski-Korsakow)
  - Antonín Dvořák: Sinfonie Nr. 9, e-Moll, op. 95 „Aus der Neuen Welt“
- Wintersemester 2019/20
  - Felix Mendelssohn-Bartholdy: Ouvertüre „Die Hebriden“, op. 26, MWV P 7
  - Max Bruch: Konzert für Violine und Orchester Nr. 1, g-Moll (Solistin: Lara Zorn, Erlangen)
  - Johannes Brahms: Sinfonie Nr. 4, e-Moll, op. 98
- Sommersemester 2019
  - Anton Bruckner: Nullte Sinfonie, d-Moll, WAB 100
  - Anton Bruckner: Te Deum (Chor: Akademischer Chor Erlangen)
- Wintersemester 2018/19
  - Nikolai Rimski-Korsakow: Konzertante Ouvertüre „Russische Ostern“, op. 36
  - Ottorino Respighi: Concerto Gregoriano (Solist: Martin Kos)
  - Antonín Dvořák: Sinfonie Nr. 8, G-Dur, op. 88, "Die Englische"
- Sommersemester 2018
  - Edvard Grieg: Peer-Gynt-Suite Nr. 1
  - Antonín Dvořák: Konzert für Violoncello und Orchester, h-moll, op. 104 (Solist: Oleg Galperin)
  - Camille Saint-Saëns: Sinfonie Nr. 3, c-Moll, op. 78 „Orgelsinfonie“ (Solist: Jan Doležel)
- Wintersemester 2017/18 – Jubiläumskonzert zum 275. Geburtstag der Friedrich-Alexander-Universität Erlangen-Nürnberg
  - Elias Oechsler: Der 100. Psalm für Chor, Sopransolo und Orchester, op. 10 (Auftragskomposition zum 150. Geburtstag der Friedrich-Alexander-Universität Erlangen-Nürnberg im Jahre 1893, Solistin: Elena Belakova, Chor: Akademischer Chor Erlangen)
  - Wolfgang Amadeus Mozart: Sinfonie Nr. 41, C-Dur, KV 551 "Jupiter-Sinfonie"
  - Uwe Strübing: Festkantate „Wahrheit und Liebe“ (Uraufführung, Auftragskomposition zum 275. Geburtstag der Friedrich-Alexander-Universität Erlangen-Nürnberg, Solisten: Elena Belakova, Sopran & Christoph Safferling, Bariton, Chor: Akademischer Chor Erlangen)
- Sommersemester 2017
  - Ludwig van Beethoven: Egmont-Ouvertüre
  - Pjotr Iljitsch Tschaikowski: Konzert für Violine und Orchester, D-Dur, op.35 (Solist: Vladislav Popyalkovsky, Bamberger Symphoniker)
  - Joseph Haydn: Sinfonie Nr. 104, D-Dur, HobVI:104 „London“
- Wintersemester 2016/17
  - Franz Schubert: Sinfonie Nr. 1, D-Dur, D. 82
  - Saverio Mercadante: Konzert für Flöte und Orchester, e-Moll (Solist: Jörg Krämer, Staatsphilharmonie Nürnberg)
  - Bedřich Smetana: Die Moldau – Symphonische Dichtung
- Sommersemester 2016
  - Edvard Grieg: Holberg-Suite, op. 40
  - Ralph Vaughan Williams: Konzert für Tuba und Orchester (Solist: Joel Immanuel Zimmermann, Würzburg)
  - Felix Mendelssohn-Bartholdy: Sinfonie Nr. 4, A-Dur, op. 90 „Italienische“
- Wintersemester 2015/16
  - Ludwig van Beethoven: Ouvertüre zur Oper Fidelio
  - Darius Milhaud: Concerto pour Marimbaphone, Vibraphone et Orchestre, op. 278 (Solist: Pauls Andersons, Erlangen)
  - Antonín Dvořák: Sinfonie Nr. 6, D-Dur, op. 60
- Sommersemester 2015
  - Felix Mendelssohn-Bartholdy: Ouvertüre „Die Hebriden“, op. 26, MWV P 7
  - Wolfgang Amadeus Mozart: Konzert für Klavier und Orchester Nr. 9, Es-Dur, KV 271, „Jeunehomme-Konzert“ (Solistin: Juliane Margolf)
  - Jan Václav Voříšek: Sinfonie, D-Dur, op. 24
- Wintersemester 2014/15
  - Wolfgang Amadeus Mozart: Ouvertüre zur Oper „Die Zauberflöte“
  - Max Bruch: Konzert für Klarinette, Viola und Orchester, e-Moll, op. 88 (Solisten: Christian Linz, Klarinette, Bamberger Symphoniker & Christof Kuen, Viola, Bamberger Symphoniker)
  - Robert Schumann: Sinfonie Nr. 4, d-Moll, op. 120
- Sommersemester 2014
  - Felix Mendelssohn-Bartholdy: Meeresstille und glückliche Fahrt, op. 27, MWV P 5
  - Launy Gröndahl: Konzert für Posaune und Orchester (Solist: Angelos Kritikos, Bamberger Symphoniker)
  - Camille Saint-Saëns: Sinfonie in F-Dur „Urbs Roma“
- Wintersemester 2013/14
  - Ludwig van Beethoven: Konzert für Violine und Orchester, D-Dur, op. 61 (Solistin: Birgit Hablitzel, Bamberger Symphoniker)
  - Johannes Brahms: Sinfonie Nr. 1, c-Moll, op. 68
- Sommersemester 2013
  - Trygve Madsen: Konzert für Horn und Orchester, op. 45 (Solist: Christoph Eß, Bamberger Symphoniker)
  - Franz Schubert: Sinfonie Nr. 8 „Große Sinfonie in C-Dur“, D 944
- Wintersemester 2012/13
  - Joseph Haydn: Sinfonie Nr. 103, Es-Dur, HobVI:103 „mit dem Paukenwirbel“
  - Carl Stamitz: Konzert für Klarinette und Orchester Nr. 3, B-Dur (Solist: Dietrich Haas, Stuttgart)
  - Antonín Dvořák: Sinfonie Nr. 9, e-Moll, op. 95 „Aus der Neuen Welt“
- Sommersemester 2012
  - Felix Mendelssohn-Bartholdy: Konzert für Violine und Orchester, e-Moll, op.65 (Solistin: Birgit Hablitzel, Bamberger Symphoniker)
  - Ludwig van Beethoven: Sinfonie Nr. 7, A-Dur, op.92
- Wintersemester 2011/12
  - Ludwig van Beethoven: Egmont-Ouvertüre
  - Giovanni Bottesini: Konzert für Kontrabass und Orchester, h-Moll (Solist: Lars Olaf Schauer, SWR Sinfonieorchester Baden-Baden und Freiburg)
  - Antonin Dvořák: Sinfonie Nr. 8, G-Dur, op. 88, "Die Englische"
- Sommersemester 2011
  - Ludwig van Beethoven: Leonoren Ouvertüre Nr. 3 aus der Oper Fidelio op. 72
  - Joseph Haydn: Konzert für Trompete und Orchester, Es-Dur, Hob.VIIe:1 (Solist: Markus Mester, Bamberger Symphoniker)
  - Wolfgang Amadeus Mozart: Sinfonie Nr. 40, g-Moll, KV 550
- Wintersemester 2010/11
  - Johann Strauß: Ouvertüre zur Operette „Die Fledermaus“, op 367
  - Franz Schubert: Sinfonie Nr. 4, c-Moll „Tragische“
  - Johannes Brahms: Konzert für Violine, Violoncello und Orchester, a-Moll, op. 102 (Solisten: Elisabeth Kufferath, Hannover, Violine & Markus Mayers, Bamberger Symphoniker, Violoncello)
- Sommersemester 2010
  - Robert Schumann: Ouvertüre, Scherzo und Finale in E-Dur, op. 52
  - Wolfgang Amadeus Mozart: Konzert für Oboe und Orchester, C-Dur, KV 314 (Solistin: Barbara Bode, Bamberger Symphoniker)
  - Ludwig van Beethoven: Sinfonie Nr. 1, C-Dur, op. 21
- Wintersemester 2009/10
  - Franz Schubert: Ouvertüre in C-Dur „im italienischen Stil“, D 591
  - Edvard Grieg: Konzert für Klavier und Orchester, a-Moll, op. 16 (Solist: Benjamin Kammerer, Mannheim)
  - Robert Schumann: Sinfonie Nr. 1, B-Dur op. 38 "Frühlings-Symphonie"